# Людовік Сильвестр
Людовік Сильвестр (фр. Ludovic Sylvestre, нар. 5 лютого 1984, Ле-Блан-Меніль) — французький футболіст, що грав на позиції півзахисника.
Виступав, зокрема, за клуби «Спарта» (Прага), «Блекпул» та «Чайкур Різеспор».

## Ігрова кар'єра
Народився 5 лютого 1984 року в місті Ле-Блан-Меніль. Вихованець низку французьких юнацьких команд. У 2005 році його підписала іспанська «Барселона», де він став виступати за резервну команду. Дебютував у чемпіонаті 13 травня 2006 року вийшовши на заміну на 64 хвилині матчу чемпіонату із «Севільєю» (3:2). Наступний матч Людовіка проти «Атлетіка Більбао» також став його останнім за «Барсу». За підсумками сезону став чемпіоном Іспанії в 2006 році.
В кінці липня 2006 року француз підписав контракт на три сезони із «Спартою» (Прага). Його дебют за новий клуб відбувся 29 липня 2006 року в домашній грі з «Кладно» (0:0). У сезоні 2006/07 років він зіграв 19 матчів, а «Спарта» виграла чемпіонат Чехії.
Сезон 2007/08 він теж розпочав у празькій «Спарті», зігравши шість матчів, а потім приєднався до «Вікторії» (Пльзень) на правах оренди на початку 2008 року. Він забив у своєму дебютному матчі проти «Брно» (2:0). У тому сезоні він провів загалом 14 матчів і забив один гол за «Вікторію».
Після закінчення терміну оренди Людовік повернувся в «Спарту». Проте його послугами зацікавився клуб «Млада Болеслав», з яким він у підсумку домовився про 4-річний контракт. Після 60 ігор за «Млада-Болеслав», у яких півзахисник забив дванадцять голів, у середині серпня 2010 року Сильвестр перейшов у англійський «Блекпул», який нещодавно вийшов у Прем'єр-лігу. 4 серпня він дебютував, вийшовши на заміну на 59-й хвилині, коли «Блекпул» відзначив свій дебют у Прем'єр-лізі перемогою над «Віган Атлетіком» з рахунком 4:0. Загалом за сезон зіграв 10 ігор в усіх турнірах, але команда вилетіла до Чемпіоншипу, де Сильвестр провів ще два роки.
Влітку 2013 року Сильвестр перебрався в турецький «Чайкур Різеспор» і провів там три сезони. У складі нової команди провів наступні три роки своєї кар'єри гравця. Більшість часу, проведеного у складі «Блекпула», був основним гравцем команди, зігравши 104 гри в усіх турнірах.
2016 року перейшов до клубу «Ред Стар», за який відіграв 2 сезони. Граючи у складі «Ред Стар» також здебільшого виходив на поле в основному складі команди. Завершив професійну кар'єру футболіста виступами за команду «Ред Стар» у 2018 році.

## Титули і досягнення
- Чемпіон Іспанії (1):

«Барселона»: 2005/06
- Чемпіон Чехії (1):

«Спарта» (Прага): 2006/07
- Володар Кубка Чехії (1):

«Спарта» (Прага): 2006/07